# Campo Verde (kommun)
Campo Verde är en kommun i Brasilien.   Den ligger i delstaten Mato Grosso, i den centrala delen av landet, 800 km väster om huvudstaden Brasília. Antalet invånare är 31 612.
Trakten runt Campo Verde består till största delen av jordbruksmark. Trakten runt Campo Verde är nära nog obefolkad, med mindre än två invånare per kvadratkilometer.